# هيلين دبليو. أتواتر
هيلين دبليو. أتواتر (بالإنجليزية: Helen W. Atwater)‏ هي اخصائيه تغذية أمريكية، ولدت في 29 مايو 1876 في سومرفيل في الولايات المتحدة، وتوفيت في 25 يونيو 1947 في واشنطن العاصمة في الولايات المتحدة.